# Alexandre Alexeieff
Alexandre Alexandrovitch Alexeieff (en rus: Александр Александрович Алексеев; 18 d'abril de 1901 - 9 d'agost de 1982) va ser un artista, cineasta i il·lustrador nascut a l'Imperi rus que va viure i treballar principalment a París. A ell i a la seva segona esposa Claire Parker (1906–1981) se'ls atribueix la invenció de l'animació de pantalla d'agulles així com de la tècnica d'animació totalització. En total, Alexeieff va produir sis films, 41 pel·lícules publicitàries i va il·lustrar 41 llibres.

## Primers anys
Alexeieff va néixer a la ciutat de Kazan a Rússia. Va passar la seva primera infància a Istanbul on el seu pare, Alexei Alexeieff, era agregat militar.
Alexeieff tenia dos germans grans, Vladimir i Nikolai. Vladimir va agafar sífilis d'una actriu de Moscou amb qui va tenir una relació. La seva mare el va obligar a romandre a la seva habitació i no tocar els seus germans. La pressió d'això va ser tal que Vladimir es va suïcidar. Abans de morir, va escriure una nota a l'Alexandre dient: «Tu tens molt de talent. Has de seguir dibuixant». El seu segon germà, Nikolai, va desaparèixer a Geòrgia, Rússia, durant la Revolució Russa. No se'n va saber mai més; la família sospitava que va morir de tifus.
A les seves memòries inèdites Oublis ou Regrets, Alexeieff va escriure que poques vegades veia el seu pare que sovint era fora en missions. Feia una passejada diària amb la seva mare quan es va veure obligat a parlar en francès en comptes de rus. La resta del temps va estar sota la cura d'una mainadera. El pare d'Alexieff va morir misteriosament a Baden-Baden a Alemanya, en un viatge oficial als 37 anys. Va ser tirotejat per un turc, probablement perquè sabia massa sobre l'Orient Mitjà. La seva mare va viatjar a Alemanya sense dir als nens on anava ni per què i només quan va tornar Alexeieff va saber que el pare havia mort.

## Després de la mort del seu pare
A les seves memòries, Alexeieff descriu les tribulacions que va passar la mare després de la mort del seu marit. Primer es va anar a quedar amb el seu cunyat prop d'Odessa, després va anar a Riga i finalment es va instal·lar a la ciutat de Gatxina a Rússia, prop de Sant Petersburg.
Mentre s'estava a Riga, Alexeieff va veure una pel·lícula per primera vegada. Això el va impressionar molt. Es va sorprendre al veure que la imatge que es projectava a la pantalla es veia reflectida a la lent del projector, que passava a estar a prop d'on estava assegut. Més tard es va adonar que la imatge de la lent era l'original.
Quan tenia set anys, la seva mare l'arrossegava per diverses dependències governamentals per fer cua perquè la vídua cobrés la minsa pensió que li havien assignat. «Espera'm aquí, sigues un bon noi, tornaré!» va dir mentre demanava al nen que s'assegués i esperés en una cadira. Quan va sortir de l'habitació on estava el seu fill, va temer, quan la porta es va tancar darrere d'ella, que no tornés mai més! Un nen que va conèixer una vegada li va dir: «La meva mare també se'n va anar, no va tornar mai!»
A Gatxina, Alexandre sovint caminava sol per les tanques de fusta de la carretera propera. Sovint trucava als seus germans que jugaven a l'altra banda i deia: «La mare s'ha mort, saps… A partir d'ara ens haurem de mantenir a l'escola!» Més tard es va adonar que la seva mare s'havia sacrificat pels seus fills. No obstant això, la seva mare sí que va tornar i la família d'Alekseieff es va establir a Gatxin, un suburbi de Sant Petersburg i més tard es va traslladar a la propera Lesnoi.

## Escola del Cos de Cadets
Alexeieff va ingressar a l'escola de cadets de Sant Petersburg als set anys. El seu curs preferit era el dibuix. El seu professor d'art va ensenyar als alumnes a dibuixar de memòria. Passava diversos objectes, com un violí, per la classe, l'eliminava i demanava als alumnes que el dibuixessin. Aquesta formació primerenca va esdevenir extremadament valuosa per Alexeieff quan va esdevenir il·lustrador. El professor també els demanava que representessin esdeveniments com ara un ball o una festa de vacances, o que els llegissin el text i que els alumnes l'il·lustressin, una tasca que li agradava especialment a Alexeieff.
Mentre estava a l'escola de cadets, Alexeieff va fundar una revista literària que contenia obres creades per estudiants. Els seus amics no es van prendre aquest projecte seriosament. Tanmateix, Alexeieff va poder sol·licitar fons i també obtenir accés a la biblioteca, que era molt valuós per a ell.
El seu germà gran Vladimir també era estudiant a l'Escola de Cadets. Poques vegades es trobaven però els seus noms estaven gravats a la paret de l'escola per haver estat els millors alumnes de la seva classe. Nikolai, que estava sord d'una orella, mai va assistir a l'acadèmia amb els seus germans.
Quan la Revolució Russa de 1917 va començar amb vagues generals a Sant Petersburg, l'escola va ser tancada durant tres dies i Alexeieff va tornar a casa a Lesnoi amb tren. Tanmateix, els seus germans Nikolai i Vladimir no havien tornat i la mare era en pànic. Finalment, els seus germans van tornar després d'haver estat atrapats com a espectadors en una baralla entre la policia i els revolucionaris. Poc després, va rebre la notícia que el tsar Nicolau II havia estat arrestat i havia abdicat. Quan Alexeieff era adolescent, es va sentir atret pel comunisme. Tanmateix, la detenció i l'execució del germà de la seva mare per part dels bolxevics el van portar a repensar la seva posició.
L'any 1921, Alexeieff es va veure obligat a abandonar la ciutat d'Ufà on havia passat l'estiu amb el seu oncle matern per travessar Sibèria amb un grup de cadets. Van desembarcar a Vladivostok, on van agafar l'última barca del tsar que hi havia al port. El vaixell va anar a Egipte on va ser comprat pels britànics que van quedar amb la tripulació per tal de transportar carbó des de Southampton fins al Caire. Durant una de les travessies, una tempesta els va obligar a fondejar a la Riviera francesa on Alexeieff va saltar al vaixell aguantant una carta de recomanació a l'escenògraf rus Serguei Soudeikin que vivia a París. Alexeieff va començar a treballar dissenyant i pintant escenografies per al Teatre Pioteff. Va viure a Montparnasse, aleshores una zona bohèmia de París.

## La vida a París
El 1923 es va casar amb Alexandra Alexandrovna Grinevskia (1899–1976), que havia estat enviada a París durant la seva infantesa perquè era filla il·legítima d'un dignatari de Sant Petersburg. Per salvar el nom de la seva família aristocràtica, el pare d'Alexandra no s'havia casat amb la mare del seu fill. En canvi, el nadó va ser endut de la seva mare als dos anys i adoptat per la germana del seu pare, Katia, que tenia un saló musical a París. La seva mare va rebre un bitllet de tornada a Polònia, el seu país natal.
Quan va créixer, Grinevskaia va deixar la seva tia per convertir-se en una de les actrius principals de l'avantguardista Teatre Pitoeff. Quan Konstantin Stanislavski va venir a París i la va veure actuar, li va oferir que tornés a Rússia però Alexandra es va negar, quedant-se al costat d'Alexeieff. La seva filla Svetlana va néixer el 1923.
Alexeieff es va fer molt conegut en aquest període poc després d'il·lustrar els seus primers llibres rars. No obstant això, va perdre un dels seus pulmons mentre utilitzava àcid nítric per fer aiguatintes i es va veure obligat a passar dos anys en un sanatori. Durant aquest temps Grinevsky-Alexeieff va agafar les seves eines i va ensenyar ella mateixa a gravar i la matenidora de la família. Tot i que la invenció de l'animació de pantalla d'agulles s'atribueix sovint a Claire Parker i Alexeieff, Grinevsky-Alexeieff va ser la primera a ajudar Alexeieff a construir la pantalla, amb l'ajuda de la seva filla de vuit anys.

## Parker i Alexeieff
Claire Parker (1910–1981), una estudiant d'art nord-americana benestant i graduada al Massachusetts Institute of Technology (MIT) va arribar a França el 1931 per estudiar art. Va veure l'obra d'Alexieff a l'aparador d'una llibreria i va obtenir el nom i l'adreça de l'artista del propietari de la llibreria. Va quedar tan impressionada que va organitzar-se per conèixer-lo i va venir a Vaux-le-Pénil, on vivien els Alexeieff. Més tard va recordar: «Vaig pensar que trobaria un home gran i digne amb una barba blanca... però [en canvi] vaig veure aquest noi alt, bru, bonic i aristocràtic de trenta anys. La nostra primera lliçó va acabar als bancs del Sena, de la mà; i mai no hi va haver una segona.».
Alexeieff i la seva dona van acordar prendre Claire com a aprenent. Al cap d'uns mesos, Claire es va convertir en l'amant d'Alexeieff. Grinevski va acceptar la situació amb dificultat. Es van traslladar a París i van llogar diversos estudis d'artistes al marge esquerre del Sena. Van col·laborar en diferents projectes. Quan van començar a fer pel·lícules, Claire es va convertir en la persona de la càmera i Grinevsky va construir i pintar els accessoris i els decorats de les pel·lícules. Tanmateix, després que es va construir la primera gran pantalla d'agulles, Parker i Alexeieff hi van treballar sols.
Alexeieff, Parker i Grinevskaya van fer uns 25 anuncis d'animació stop motion per cobrir les despeses quotidianes encara que, segons es diu, no van veure molta diferència entre les seves pel·lícules «artístiques» i «comercials». De vegades, quan feien pel·lícules i anuncis d'animació tradicionals també tenien un quart soci, l'animador Etienne Raik. Tot i que la majoria de les pel·lícules comercials i d'art s'atribueixen a Alexeieff i Parker, és difícil separar les aportacions de cadascun dels membres de l'equip d'Alexeieff. El grup incloïa Alexandra Grinevsky, Etienne Raik, Pierre Gorodich i Georges Violet.
Tant Grinevsky com Parker van contribuir en gran manera a l'èxit de les pel·lícules. L'Alexandra era més crítica i tenia un ull més agut, la Claire tenia millors habilitats tècniques i matemàtiques. Va ser més pacient amb Alexeieff i el va elogiar amb freqüència mentre Grinevsky mirava cap a un altre costat Claire va ser citada pel seu biògraf dient: «Entre nosaltres, ell és el geni.»
Després de construir la primera pantalla gran d'agulles, Alexeieff i Parker van començar a treballar en el primer llargmetratge l'any 1931, Night on Bald Mountain, una adaptació de l'obra Una nit a la Muntanya Pelada (1867) de Modest Mussorgski, el seu compositor rus preferit. El tema de la composició i la pel·lícula de Mussorgski és un dissabte de bruixes del solstici d'estiu al mont Triglav, prop de Kíev. No obstant això, la pel·lícula és menys narrativa i més poètica, una successió d'imatges més que una història. La parella va trigar dos anys en fer la pel·lícula.
La tècnica de animació d'agulles feia impossible esborrar cap de les imatges que s'havien captat després d'haver-les dibuixat. Un cop feta una imatge, era impossible corregir-la. Calia esperar fins que la pel·lícula tornés del laboratori. Per tant, dos anys de treball s'havien concebut a les fosques per dir-ho així. A més de la impermanència de la pantalla, Alexeieff no va fer esbossos per a la pel·lícula, va compondre cada pla del seu cap i els filmava immediatament.
La recepció al Teatre Panteó de París va ser molt engrescadora. Els articles dels diaris eren positius, els artistes i els crítics de cinema consideraven que l'equip havia reeixit de crear un tipus d'animació més seriós, allunyant-se dels dibuixos animats. No obstant això, aviat va palesar que treballar a la pantalla d'agulles demanava molt de temps i, per tant, era costós. En conseqüència, els estudis més importants mai no fer servir la pantalla de pins amb l'excepció del National Film Board of Canada.
El 1936, Alexeieff va ser contractat per un grup de cinema alemany a Berlín per dirigir un estudi d'animació. Va fer algunes pel·lícules d'animació per a productes alemanys i va tornar a París just abans de l'Anschluss, l'annexió alemanya d'Àustria. Quan els alemanys van envair els Països Baixos i Bèlgica l'any 1940, Alexeieff esperava que els productors de cinema alemanys vinguessin a demanar-li que fes pel·lícules de propaganda que s'hauria negat a fer. Per tant, va empaquetar el seu vell automòbil Ford i la família va fugir cap al sud per tal de recollir visats a l'ambaixada dels Estats Units a Bordeus.
Alexeieff es va divorciar d'Alexandra Grinevsky i es va casar amb Claire Parker el 1940 després d'arribar als Estats Units. Alexandra i Svetlana vivien separades. El 1943 es van traslladar al Canadà i hi van produir un segon llargmetratge, In Passing (En passant), amb finançament del National Film Board of Canada. Es va estrenar el 1944. Els quatre van tornar a França el 1946.

## Darrers anys
Quan Parker i Alexeieff van tornar a París, van fer diversos films comercials. Alexeieff va inventar una tècnica anomenada totalització de sòlids il·lusoris o simplement totalització. Aquest procés consisteix a filmar un objecte en moviment a llargues exposicions per capturar el rastre de la trajectòria del moviment. La imatge resultant dona l'aparença d'un objecte sòlid. Per exemple, el camí d'un pèndol filmat d'aquesta manera semblaria ser un semicircle sòlid. Aquesta tècnica donava als anuncis un aspecte únic.
Alexeieff i Parker també van continuar fent pel·lícules amb la pantalla d'agulles. El 1962, el van utilitzar per fer el pròleg de l'adaptació cinematogràfica de la novel·la de Franz Kafka El procés dirigida per Orson Welles. Aquesta és l'única pel·lícula principal i àmpliament distribuïda amb la qual van participar Alexeieff i Parker. La pantalla d'agulles no s'ha animat per a aquesta seqüència. En comptes d'això, es van filmar plans fixes mentre Orson Welles hi llegia la paràbola de Kafka «Vor dem Gesetz» sobre ella.
The Nose, basat en el conte satíric homònim de Nikolai Gogol, es va estrenar l'any 1963 i és la primera pel·lícula narrativa feta a la pantalla. La pel·lícula explica la història d'un funcionari rus que perd el nas i les aventures del propi nas així com del barber que troba el nas.
El 7 d'agost de 1972, Alexeieff i Parker van ser convidats de tornada al Canadà per tal de mostrar la pantalla a un grup d'animadors de la National Film Board of Canada. Aquesta demostració va ser filmada i publicada per l'NFB com a Pin Screen. Aquesta pel·lícula apareix al disc 7 de Norman McLaren: The Master's Edition, juntament amb Pinscreen Tests (1961).
El mateix any, també van estrenar una altra pel·lícula, basada en Pictures at an Exhibition de Mussorgski. Aquesta pel·lícula utilitzava dues pantalles. Davant de la pantalla principal, van instal·lar-ne una de més petita. Aquesta segona pantalla de pins es podria girar donant així més una il·lusió de tridimensionalitat. Tanmateix, la pel·lícula mai es va completar.
La seva darrera pel·lícula, Three Moods (Trois thèmes), es va fer a la pantalla i es va mostrar per primera vegada a Milà, el març de 1980. Es va basar en tres obres de Mussorgski.
Parker va morir el 1981, a París i Alexeieff va seguir a Claire un any. Els dos estan enterrats a Niça, França. Ell i Parker no van tenir fills.
Tot i que Alexeieff i Parker es van esforçar per crear obres d'art serioses i van evitar qualsevol comercialització a les seves pel·lícules (excloent el seu treball remunerat fent anuncis, per descomptat), quan se li va preguntar quines eren les seves pel·lícules preferides, Parker va respondre: «Les de Tom Mix i el seu bonic cavall blanc!»

## La pantalla d'agulles
Alexeieff és més famós per la seva invenció de la pantalla d'agulles que va utilitzar per fer uns 6 curtmetratges.
El tauler sobre el qual Alexeieff va crear les seves extraordinàries pel·lícules en blanc i negre és un tauler perforat vertical, de tres per quatre peus, en el qual s'han inserit un milió de passadors d'acer sense cap. Quan les agulles s'empenyen cap endavant i s'encenen obliquament, creen una superfície completament negra a la part frontal del tauler. Quan es fan retrocedir, el blanc del tauler es veu. Entreles agulles creen diferents tons de gris.
El primer prototip de la pantalla va ser realitzat per Alexandra Grinevsky amb l'ajuda de la seva filla Svetlana. Consistia en una tela perforada amb una reixeta en la qual s'introduïen agulles. Més tard, Claire Parker i Alexeieff van construir la primera pantalla gran que es va utilitzar per filmar Night on Bald Mountain. La família Parker en va pagar la construcció.
Alexeieff mai va fer esbossos abans de crear les imatges a la pantalla. Va dissenyar cadascuna de les etapes a la part positiva de la pantalla mentre que la Claire va treballar a la part posterior. Es van utilitzar petites eines fetes per l'home per produir diversos patrons a la pissarra. S'utilitzaven instruments quotidians com forquilles, culleres, ganivets, pinzells, tasses, prismes i cortols. Cadascun dels marcs es va crear un a un. Aquesta tècnica acurada requereix molta atenció i enginy.
L'únic seguidor d'Alexeieff, Jacques Drouin, del Canadian Film Board ha fet diverses pel·lícules amb aquesta tècnica.

## Llegat
Svetlana Rockwell (nom de naixement Svetlana Alexeieff) és una artista que utilitza pastels i acrílics. Ha escrit les seves memòries que descriuen amb precisió els antecedents de la seva família. El seu fill, Alexandre Rockwell és un cineasta independent als Estats Units. Alexandre va reconèixer la influència que va tenir el seu avi en la seva obra, i va escriure en la seva contribució a Itineraire d'un Maitre que «Puc dir amb seguretat que no hi ha hagut una influència més gran a la meva vida, i en això sé que no estic sol.» Itineraire d'un Maitre consta d'assajos de Yuri Norstein, Nikolay Izvolov, Oleg Kovalov, Georges Nivat, Claudine Eizykman, Guy Fihman, Dominique Willoughby, Svetlana Alexeieff -Rockwell més Alexandre Rockwell.

## Filmografia

### Pel·lícules artístiques
| Any  | Pel·lícula                                                       | Música                                                                                              | Notes |
| ---- | ---------------------------------------------------------------- | --------------------------------------------------------------------------------------------------- | --- |
| 1933 | Die Nacht auf dem Kahlen Berge                                   | Nit a la Muntanya Pelada de Mussorgsky. Arr. Rimsky-Kosakov. tocada per laLondon Symphony Orchestra | primera feta amb animació de pantalla d'agulles Alexieff i Parker acreditats com a productors. |
| 1943 | En passant                                                       | Cançons folklòriques del Canadà                                                                     | Produïda per The National Film Board of Canada Estrenada amb C'est L'Aviron de Norman MacLaren com a Popular Songs |
| 1960 | A Propos de Jivago                                               | | Documental |
| 1961 | Test d'animació de pantalla d'agulles                            | | breus proves d'animació filmades al seu estudi de París |
| 1962 | seqüència de títol de The Trial (1962) dirigida per Orson Welles | | |
| 1963 | The Nose                                                         | Improvisada per Hai Minh                                                                            | Basat en un conte de Nikolai Gogol Va guanyar el Premi Comte de Lanua al Festival Internacional de Cinema d'Art, Knokke-Le-Zoute, Bèlgica 1964 Diploma del Festival Internacional de Curtmetratges, Berlín, 1964. Menció d'honor, pel·lícula d'alta qualitat, Centre Nacional de Cinematografia de França, 1963. |
| 1971 | Segments de Mon univers illustreé                                | | Documental de televisió dirigida per Jean Mouselle |
| 1972 | Tableaux d'Exposition                                            | Mussorgsky Arr. Rimsky-Korsakov                                                                     | S'ha utilitzat una pantalla d'agulles giratòria més petita muntada davant de la pantalla habitual. Menció d'Honor, Alta Qualitat Artística, Centre Nacional Francès de Cinematografia. |
| 1980 | Trois Themes                                                     | Mussorgsky Arr. Rimsky-Korsakova                                                                    | Va guanyar el premi del jurat, Festival de cinema estranger 1980 |

### Publicitat
| Any       | Pel·lícula                      | Client                                            | Tècnica                                             |
| --------- | ------------------------------- | ------------------------------------------------- | --------------------------------------------------- |
| 1934      | La Belle au bois Dormant        | Vins Nicolas                                      | ines, dibuix                                        |
| 1935      | Les deux armies                 | Creme Simon (cosmètics)                           | animació d'objectes                                 |
| 1935      | Parade des Chapeaux             | Sools (Hats)                                      | animació d'objectes                                 |
| 1935      | La trône de France              | Levitan (mobles)                                  | animació d'objectes                                 |
| 1936      | Aroma                           | Franck Aroma (cafè)                               | animació d'objectes                                 |
| 1936      | Tiré à quatre épingles          | Sigrand (roba d'home)                             | animació d'objectes                                 |
| 1936      | Davros Ronde                    | Davros (cigarretes)                               | animació d'objectes                                 |
| 1936      | Jeu de cartes                   | Creme Simon (cosmètics)                           | animació d'objectes                                 |
| 1936      | De l'or                         | Huilor (oli de cuinar)                            | animació d'objectes                                 |
| 1936      | Opta empfängt                   | Radio Löwe                                        | animació d'objectes                                 |
| 1936      | La naissance de Venus           | Creme Simon (cosmètics)                           | animació d'objectes                                 |
| 1936      | Cenra                           | Cenra (Wrapping Paper)                            | animació d'objectes                                 |
| 1936      | Lingner Werke                   | Lingner (Toilet Paper)                            | animació d'objectes                                 |
| 1937      | Etoiles nouvelles               | Davros (cigarretes)                               | animació d'objectes                                 |
| 1937      | Palette d'artiste               | Balatum (linoleum)                                | animació d'objectes                                 |
| 1937      | Evian                           | Evian (aigua mineral)                             | animació d'objectes                                 |
| 1937      | Le Rayon vert                   |                                                   | animació d'objectes                                 |
| 1938      | Grands feux                     | Nestor Martin (foundry)                           | animació d'objectes                                 |
| 1938      | Etude sur l'harmonie des Lignes | Gaine Roussel (llenceria)                         | animació d'objectes                                 |
| 1939      | Jaffa                           | Jaffa Oranges                                     | animació d'objectes                                 |
| 1939      | Gulfstream (inacabat)           | Gulfstream (escalfador d'aigua)                   |                                                     |
| 1943–1944 | Animated Logo                   | Oficina de Guerra dels EUA, Departament de Cinema | animació de pantalla d'agulles                      |
| 1952      | Fumées                          | Van der Elst (tabac)                              | animació de pantalla d'agulles                      |
| 1953      | Masques Masks                   | Van der Elst (tabac)                              | animació d'objectes, totalització                   |
| 1954      | Nocturne                        | Ultra Therma (llançols)                           | animació d'objectes                                 |
| 1954      | Rimes                           | Brun (pastes)                                     | animació d'objectes                                 |
| 1954      | Pure beauté                     | Monsavon (sabó)                                   | animació d'objectes                                 |
| 1955      | Le Buisson ardent               | Esso (petroli)                                    | animació d'objectes                                 |
| 1955      | La Sève de la terre             | Esso (petroli)                                    | animació d'objectes, totalització                   |
| 1956      | Bain d'X                        | Bendix (rentadora)                                | animació d'objectes, totalització                   |
| 1956      | Osram arbe                      | Osram (llums)                                     | animació d'objectes                                 |
| 1956      | Osram cage                      | Osram (llums)                                     | animació d'objectes                                 |
| 1956      | Osram oeufs                     | Osram (llums)                                     | animació d'objectes                                 |
| 1956      | Osram lustre                    | Osram (llums)                                     | totalització                                        |
| 1956      | Quatre temps                    | Blizzand                                          | animació d'objectes, animació de pantalla d'agulles |
| 1957      | Cocinor                         | Cocinor (distribuidor de cinema)                  | totalització                                        |
| 1957      | 100%                            | Nescafé                                           | animació d'objectes, totalització                   |
| 1958      | Automation                      | Renault                                           | animació d'objectes, localització                   |
| 1958      | Anonym                          | L'Oreal (cosmètics)                               | animació d'objectes                                 |
| 1958      | Divertissement                  | Regie des Tabacs (cigarretes)                     | totalització                                        |
| 1958      | Constance                       | L'Oreal (cosmètics)                               | totalització                                        |
| 1961      | L'eau                           | L'Oreal (cosmètics)                               | dibuix, totalització                                |

### Documentals sobre Alexeieff
- Alexeieff at the Pinboard (1960) - documental filmat al seu estudi de París
- Portrait of Alexeieff (1971) – documental de Maurice Debeze.
- Pin Screen (1972) – documental d'una demostració de pantalla de pins al National Film Board of Canada
- Dreams about Alfeoni (2002) - documental de Vladimir Nepevny